# Läsna jõgi
Läsna jõgi är ett vattendrag i Estland.   Det ligger i landskapet Lääne-Virumaa, i den centrala delen av landet, 70 km öster om huvudstaden Tallinn.